# Walewein (personage)
Walewein (Engels: Gawain, Welsh: Gwalchmei), Gawan, is een van de ridders van de Ronde Tafel.
Hij is een neef van koning Arthur en zoon van Morgause en koning Lot van Orkney en een broer van Agravaine, Gaheris, Gareth en Mordred.
Walewein wordt al vroeg vermeld in een van de kronieken rond de Arthurlegende.
Walewein wordt beschreven als loyaal aan koning en familie, een vriend voor jongere ridders en verdediger van de zwakkeren. Bovendien verstaat hij de geneeskunst.
In de kronieken worden er drie kinderen aan hem gerefereerd, Florence, Lovell en Gingalain (ook bekend als Wigalois). Een van zijn vrouwen was Florie van Syrië.
In de Engelse en Schotse literatuur wordt hij omschreven als een gerespecteerde nobele volksheld, die vooral bekendheid geniet uit het middeleeuws verhaal Heer Gawein en de groene ridder (Sir Gawain and the Green Knight).
Hij is een hoofdpersonage uit het boek Historia regum Britanniae van Geoffrey van Monmouth, en in Wolfram von Eschenbachs Parzival wordt hij ook vermeld, als Gawan. 

## Parzival
Daar is hij de zoon van Lot van Norwaege en Sangive, Artus' zuster. Beacurs is zijn broer en Itonje, Surdamur en Cundrie zijn zijn zusters. Een groot deel van de Parzival is aan zijn avonturen besteed (avonturen 7,8,10-13). Hij bevrijdt zijn moeder Sangive en zuster Itonje uit het Schastel marveile (wonderkasteel) van Clinschor. Hertog Clinschor was van het geslacht van Vergilius van Napels en verliefd geworden op Iblis, de koningin van Sicilje. Daarop was hij door haar man koning Ibert te Kalot enbolot ontmant. Clinschor leerde in Persida toveren en bouwde zijn wonderkasteel op land dat koning Irot, de vader van Gramoflanz, hem schonk.
Eerst trekt Gawan naar de stad Bearosche, waar hij in dienst treedt van Obilot, de jongste dochter van de burchtheer Lyppaut. Hij draagt haar mouw op zijn schild. Bearosche wordt belegerd, omdat Obie, haar oudere zuster, koning Meljanz van Liz hooghartig heeft afgewezen, hoewel ze van hem houdt. Twaalf schansen zijn er ter verdediging opgeworpen. Meljanz is er met een groot leger op uit getrokken, om zijn vazal te straffen. Parzival strijdt overigens aan de kant van Meljanz, maar de twee helden treffen elkaar niet. Gawan overwint Meljanz door zijn arm met een lans te doorboren en neemt hem gevangen. Obilot bewerkstelligt dat Obie en Meljanz hun ruzie staken en met elkaar in het huwelijk treden.
Daarop trekt Gawan naar de burcht Schanpfanzun in Ascalun, want hij was van de Ronde tafel weggeroepen, om daar een tweekamp uit te vechten. Hij werd er van verdacht koning Kingrisin te hebben gedood, terwijl in werkelijkheid graaf Ehkunat voor diens dood verantwoordelijk was. Kingrisin had twee kinderen met Flurdamurs (Gahmurets zuster): Vergulaht en Antikonie. Gawan wordt door Vergulaht in het nauw gedreven, terwijl Antikonie hem juist bijstaat. Hij verdedigt zich met een schaakbord, terwijl zij met de stukken gooit. Er wordt vrede gesloten en een nieuwe tweekamp  afgesproken, die uiteindelijk wordt afgeblazen. Gawan moet, net als Parzival, de graal verwerven.
Gawan reist verder en komt hertogin Orgeluse van Logroys tegen, die een ridder zoekt, die wraak kan nemen op Gramoflanz. De gewonde vorst Urjans, door Gawan genezen, steelt als dank Gawans paard Gringuljete, zodat die te voet verder moet. Gramoflanz heeft Cidegast, de echtgenoot van Orgeluse gedood. Gawan moet voor hij Gramoflanz kan bekampen eerst verschillende beproevingen doorstaan. Ze gaan naar de rivier voor het Wonderkasteel. Orgeluse wordt door de veerman Plippalinot overgezet. Gawan overwint Lishoys Gwelljus, die de plek bewaakt en wint zijn paard terug. Dan wordt ook Gawan de rivier over gevaren. Hij overnacht bij de veerman en zijn gezin. Plippalinot geeft hem een groot, zwaar schild en Gawan gaat te voet het Wonderkasteel binnen. Daar gaat hij een zaal binnen met een gladde vloer en een 'Lit marveile' (wonderbed). Hij gaat op het bed liggen, dat tegen alle wanden botst en in het midden van de zaal tot stilstand komt. Dan werpen vijfhonderd katapulten stenen op hem en vervolgens schieten meer dan vijfhonderd bogen pijlen op hem af. Ondanks zijn schild raakt hij gewond. Dan komt er een 'boerenkinkel' met muts en gekleed in een mantel en wijde broek van vissenhuid en een knuppel in zijn hand. Deze man laat een leeuw vrij, zo groot als een paard. Gawan doodt de leeuw, wint daarmee de 'ereprijs' en wordt daarna verzorgd door Arnive, de moeder van koning Artus, die samen met vierhonderd jonkvrouwen en ridders als gevangene in het kasteel van Clinschor woont. Gawan wordt heer van 'Terre marveile' (wonderland). 
In een wonderlijke zuil ziet hij zijn beminde Orgeluse en Lijfwacht Florand. In de zuil kan men zien wat er zes mijl in de omtrek gebeurt. Clinschor heeft de zuil meegenomen uit Tribalibot (India), het land van koningin Secundille. Zij is de geliefde van Feirefiz, Parzivals halfbroer. Gawan steekt de Lijfwacht achter het zadel en gaat met Orgeluse naar 'Li gweiz prelljus' (de gevaarlijke voorde), waar de rivier Sabins woest doorheen stroomt. Aan de overzijde moet Gawan een krans van een tak van een boom pakken. Gramoflanz is echter de bewaker, zijn vader is door Gawans vader, Lot van Norwaege, gedood. Gawan weet de krans uit de boom te grijpen en wordt uitgedaagd tot een tweekamp op het veld van Joflanze bij de stad Rosche Sabins. Artus, die in Löver verblijft, wordt met zijn hof uitgenodigd de strijd bij te wonen. Gawan raakt er in gevecht met Parzival, omdat ze elkaar niet herkennen. De strijd wordt onbeslist afgebroken. Parzival strijdt met Gramoflanz. Het gevecht tussen Gramoflanz en Gawan gaat niet door, wanneer blijkt dat Gramoflanz' geliefde, Itonje, de zuster is van Gawan. Gramoflanz en Itonje trouwen, net als Gawan en Orgeluse. Parzival en Feirefiz ontmoeten elkaar voor het eerst en samen gaan de halfbroers naar Munsalvaesche, de graalburcht, waar Parzival zijn oom Anfortas uit zijn lijden bevrijd en zelf graalkoning wordt. Anfortas was gewond geraakt, toen hij verliefd was geworden op Orgeluse.

## Walewein en het schaakspel
In Vlaanderen schreef een zekere Penninc in de 13de eeuw de Arthurroman Walewein en het schaakspel.

## Couperus
In 1922 schreef Louis Couperus de roman Het zwevende schaakbord, die op dezelfde traditie gebaseerd is.

## Walewein in films

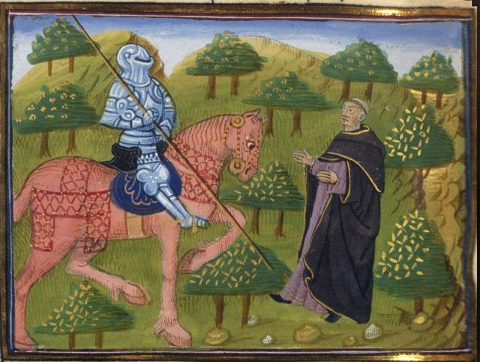
Walewein en de Priester

- Sterling Hayden speelt hem in Prince Valiant uit 1954.
- Murray Head speelt hem in Gawain and the Green Knight uit 1973.
- Humbert Balsam speelt hem in Lancelot du Lac uit 1974.
- Terry Gilliam speelt hem in Monty Python and the Holy Grail uit 1975.
- André Dussollier speelt hem in Perceval le Gallois uit 1978
- Liam Neeson speelt hem in Excalibur uit 1981.
- Miles O'keefe speelt hem in Sword of the Valiant:The Legend of Gawain and the Green Knight uit 1984.
- Patrick Ryecart speelt hem in Arthur the King uit 1985.
- Jason Durr speelt hem in Gawain and the Green Knight uit 1991
- Martin East speelt hem in Guinevere uit 1994
- Anthony Hickox speelt hem in Prince Valiant uit 1997
- Anthony Bishop speelt hem in Merlin the Return uit 1999
- Noah Huntley speelt hem in The Mists of Avalon uit 2001
- Joel Edgerton speelt hem in King Arthur uit 2004
- Eoin Macken speelt hem in de televisieserie Merlin (2008-2012)
- Matt Stokoe speelt hem in Cursed uit 2020
- Dev Patel speelt hem in The Green Knight uit 2021